# Sport en Finlande
Le sport en Finlande est un passe-temps national, et de nombreux Finlandais se rendent régulièrement aux compétitions sportives. Le sport national est le Pesäpallo, proche du baseball, mais les sports les plus populaires en termes d'audience et de couverture médiatique sont le hockey sur glace, les sports mécaniques en général  et la Formule 1 en particulier. De nombreux pilotes finlandais se sont fait connaitre au niveau mondial, et plusieurs d'entre eux sont devenus champions du monde en rallyes, en moto et en Formule 1. De plus, grâce à sa situation géographique favorable, la Finlande est depuis longtemps l'une des meilleures nations mondiales en ski nordique, et notamment en saut à ski qui est un sport très populaire dans tout le pays.

## Hockey sur glace
Le hockey sur glace (Jääkiekko en finnois) fait partie des sports les plus populaires en termes d'audience en Finlande. Au niveau international, la sélection nationale est également respectée et redoutée puisque 3e du classement IIHF. Elle a remporté à deux reprises (1995 et 2011) le championnat du monde et est parvenu huit autres fois en finale. Le championnat finlandais, la SM-Liiga, a un des meilleurs niveaux européens. En outre, de nombreux joueurs finlandais évoluent en LNH. Parmi les plus célèbres : Teemu Selänne, Saku Koivu, Miika Kiprusoff ou encore Jari Kurri.
La Finlande compte plus de 75 000 licenciés en hockey sur glace.

## Pesäpallo
C'est le sport national de la Finlande créé dans les années 1910.
Il y eut plusieurs compétitions mondiales regroupant une dizaine de nations telle que la Finlande, la Suède, l'Allemagne, l'Australie…

## Sports automobiles
Formule 1
La Finlande est le berceau de Keke Rosberg, Kimi Räikkönen, Mika Häkkinen, Heikki Kovalainen et Valtteri Bottas. Rosberg en 1982, Häkkinen en 1998 et 1999 et Räikkönen en 2007 ont été sacrés champions du monde. 
Rallye
La Finlande a donné naissance à de grands champions de rallye, tels que Ari Vatanen, Hannu Mikkola, Juha Kankkunen, Tommi Mäkinen, Marcus Grönholm  et Kalle Rovanperä.

## Floorball
Le floorball, aussi appelé unihockey (salibandy en finnois) est un sport se rapprochant du hockey sur glace. L'équipe nationale est d'ailleurs double championne du monde (2008 et 2010). Joué dans un gymnase, deux équipes de 5 joueurs et un gardien s'affrontent. Ce sport est également populaire en Suède, Suisse ou République tchèque.

## Athlétisme

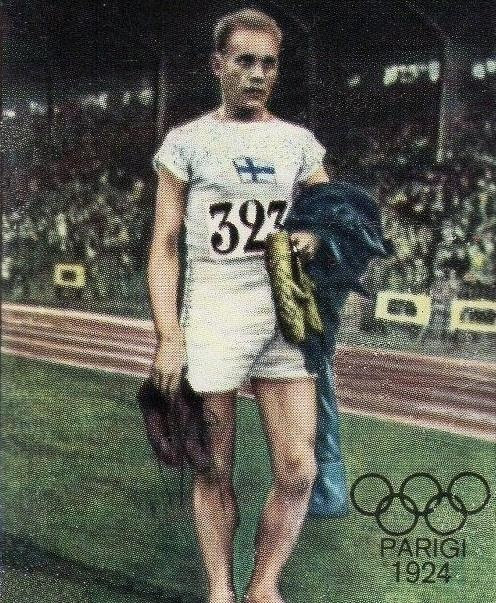
Paavo Nurmi (Paris, JO 1924).

Parmi les plus fameux athlètes finlandais des temps passé, il y a Hannes Kolehmainen (1890–1966), Paavo Nurmi (1897–1973) et Ville Ritola (1896–1982), qui, à eux trois, ont remporté 25 médailles olympiques de course de fond. Ils sont considérés comme étant les premiers d'une génération de grands coureurs de fond finlandais, surnommés les « Finlandais volants ». Un autre coureur de fond, Lasse Virén (né en 1949), a remporté 4 médailles d'or au cours des Jeux olympiques de 1972 et 1976.

## Saut à Ski
Le saut à ski est un sport très populaire en Finlande, qui a vu naître de nombreux champions dont les plus connus sont Matti Nykänen et Janne Ahonen. Depuis la création des Jeux olympiques d'Hiver, la Finlande est la nation la plus titrée en saut à ski avec dix médailles d'or, et la deuxième plus médaillée avec vingt-deux médailles. Les sauteurs finlandais sont également très bien représentés aux palmarès de la Coupe du Monde et de la Tournée des quatre tremplins. Enfin, pour la saison de coupe du Monde 2008-2009, trois des dix-huit tremplins du calendrier sont situés en Finlande (Kuusamo, Lahti et Kuopio).

## Biathlon
Kaisa Mäkäräinen est la meilleure représentante finlandaise du biathlon avec trois victoires au classement général de la Coupe du monde, en 2012,   2014 et  2018

## Football
Le football est aussi très populaire en Finlande avec plus de 140 000 licenciés, bien que l'équipe nationale ne se soit jamais qualifiée pour la Coupe du monde de la FIFA. Elle réalise cependant l'exploit de se qualifier pour la toute première fois à l'édition 2020 du Championnat d'Europe de football.

## Racketlon
Le racketlon, sport mêlant tennis, tennis de table, badminton et squash, est initié en Finlande dans les années 1980.

## Ringuette
En 1979, Juhani Wahlsten introduit le sport de la ringuette en Finlande. La ringuette est un sport d'équipe  similaire au hockey sur glace. Le premier tournoi a lieu en décembre 1980 à Turku. L'Association nationale de ringuette de Finlande est créée en 1983. Aujourd'hui, près de 6 000 femmes participent à des clubs de ringuette en Finlande. Plusieurs localités ont des clubs importants: Naantali, Turku, Uusikaupunki. Ce sport exclusivement féminin se joue amateur au niveau local jusqu'au niveau professionnel avec la ligue d'élite  Ringeten SM-sarja . Cette ligue (fondée en 1987) est composé de huit clubs. La Finlande a gagné à 5 reprises les Championnats mondiaux de ringuette.
Les championnats mondiaux des clubs de ringuette se sont tenus à Turku, en Finlande, du 27 décembre 2011 au 1er janvier 2012,.

## Sports insolites
L'été venu, la Finlande regorge de championnats du monde tous plus insolites les uns que les autres. Parmi les « sports » les plus inattendus, on trouve le lancer de téléphone portable, le porté de femme ou l'écrasement de moustiques. Ces manifestations estivales attirent un public nombreux et confèrent une certaine notoriété aux petites localités qui les organisent.

### Championnat du monde de porter de femme
Le porter de femme (en finnois akankanto ou eukonkanto) a été créé en 1996 dans le village de Sonkajärvi, à 400 km au Nord Est d'Helsinki. La légende raconte qu'un célibataire natif du village serait allé voler une femme dans le village voisin et l'aurait ramenée sur son dos. Une équipe est composée d'un homme et d'une femme, l'objectif est que l'homme porte la femme au travers d'un parcours d'obstacles. Cette discipline a fait des émules en Estonie, en Nouvelle-Zélande et en Amérique du Nord.

### Championnat du monde de lancer de téléphone portable
Ce championnat se déroule fin août dans la région de Savonlinna depuis 2000. Quatre catégories existent, avec leurs règles propres :
- Junior : à partir de 12 ans, par-dessus l'épaule, le plus long lancer gagne
- Freestyle : par équipe (max. 3) ou individuel, note selon le style et l'esthétique
- Original : par-dessus l'épaule, le plus long lancer gagne
- Original par équipe : maximum 3 personnes

### Championnat du monde d'endurance au sauna
Organisés depuis 1998 à Heinola, ces championnats du monde de sauna visent à éprouver la résistance des concurrents dans des saunas surchauffés. L'objectif est de rester le plus longtemps possible dans un sauna chauffé à 110 °C (alors que la température usuelle est de 80 °C), où de l'eau est versée sur les pierres toutes les trente secondes.
Lors de l'édition 2005, le vainqueur (Timo Kaukonen, Finlande) de la compétition masculine est resté 13 minutes et 6 secondes dans l'étuve contre 8 minutes et 38 secondes pour le vainqueur de la compétition féminine (Natallia Tryfanava, Biélorussie).
En 2010, l'un des finalistes meurt de ses brûlures, le russe Vladimir Ladyjensky, tandis que l'autre, le Finlandais Timo Kaukonen, est grièvement brûlé. Ils étaient tous deux restés six minutes dans la cabine chauffée à 110 °C. La ville d'Heinola a décidé de ne plus poursuivre la tenue annuelle de cette compétition à la suite de cet événement. La compétition réunissait 135 candidats venant de 15 pays.

### Championnat du monde d'écrasement de moustiques
Ce championnat se déroule à Pelkosenniemi, en Laponie. Les compétiteurs disposent de 5 minutes pour tuer le plus grand nombre de moustiques, sans instrument ni produit. Henri Pellonpää a établi le record du monde en 1995 avec 21 moustiques.

### Championnat du monde de guitare imaginaire
Organisés à Oulu depuis 1996, les championnats du monde de guitare imaginaire (air guitar) sont fondés sur une idéologie pacifiste : on ne peut pas faire de bêtise lorsqu'on joue de la guitare imaginaire. L'idée initiale voulait que l'on joue de la guitare pour la paix simultanément sur toute la planète. Cette compétition dispose maintenant d'un rayonnement international, avec de nombreux championnats nationaux. Cet événement clôt le festival Music Video de Oulu, à la fin août.

### Championnat du monde de football dans le marais et sur neige poudreuse
Depuis 2002, on organise le championnat du monde de football dans le marais à Hyrynsalmi. Le terrain de jeu est un champ marécageux dont les dimensions sont 60 × 35 m. Un match dure 25 minutes. Chacune des deux équipes est composée de 6 joueurs.
Pendant l'hiver, Hyrynsalmi se distingue encore en organisant le championnat du monde de football sur neige poudreuse, sur un lac gelé, à la station de ski d'Ukkohalla.